# Dummies and Deceptions
Dummies and Deceptions è un cortometraggio muto del 1917 scritto e diretto da Henry Kernan.

## Produzione
Il film fu prodotto dalla Vitagraph Company of America (come Big V Comedies).

## Distribuzione
Distribuito dalla Vitagraph Company of America, il film - un cortometraggio in una bobina - uscì nelle sale cinematografiche statunitensi il 24 dicembre 1917.